# Helius tonaleah
Helius tonaleah är en tvåvingeart som beskrevs av Günther Theischinger 1994. Helius tonaleah ingår i släktet Helius och familjen småharkrankar. Inga underarter finns listade i Catalogue of Life.